# 本間律子
本間 律子（ほんま りつこ、1963年10月15日 - ）は、日本のライブプロデューサー、演出家、音楽監督。

## 経歴
1988年 東京女子大学卒業後、ソニー・ミュージックエンタテインメントに正規入社。
東京スカパラダイスオーケストラのチーフマネージャーなどを経て、1997年より フリーのライブプロデューサーに。
絢香、アンジェラ・アキ、SCANDAL、CHEMISTRY、ORANGE RANGE、斉藤和義、Something ELse、遊佐未森、ばってん少女隊などのライブにおける音楽面と演出面、双方のプランニングとディレクションを行い、手掛けたライブが見違えて生まれ変わる様は、 本間マジックと呼ばれる。

## 出展
- ARTS FIELD TOKYO